# Al-Salmiya SC
El Al-Salmiya Sporting Club (àrab: نادي السالمية الرياضي, Nādī as-Sālmiyya ar-Riyāḍī, ‘Club Esportiu d'as-Salmiyya’) és un club de futbol de Kuwait de la ciutat de Salmiya.
Va ser fundat el 1964.

## Palmarès
- Lliga kuwaitiana de futbol:[3]

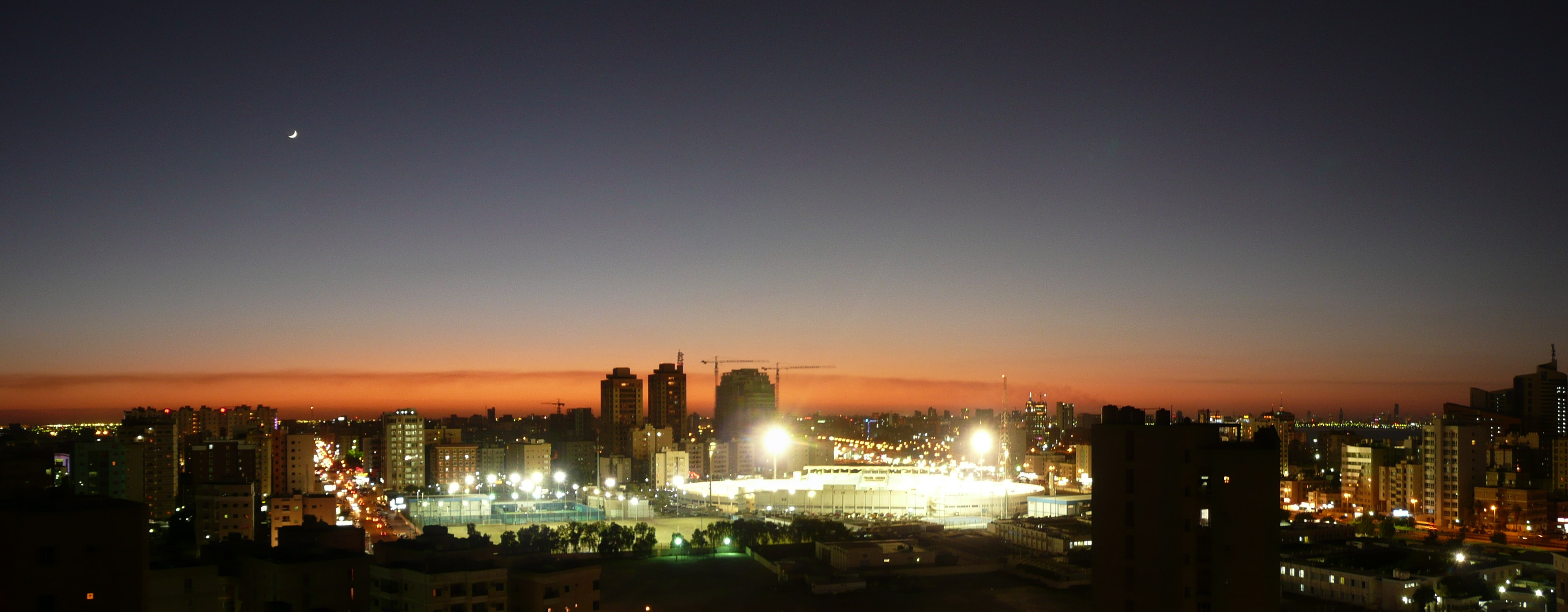
Estadi de nit.

  - 1980–81, 1994–95, 1997–98, 1999–00

- Copa de l'Emir kuwaitiana de futbol:[4]
  - 1992–93, 2000–01

- Copa de la Corona kuwaitiana de futbol:[4]
  - 2000–01, 2015–16

- Segona Divisió de Kuwait:
  - 1971–72

### Futbol Sala
- Lliga de Kuwait:
  - 2011–12

### Handbol
- Lliga de Campions de l'AHF:
  - Finalista: 1999, 2001